# Schwarzbach (Speyerbach)
Der Schwarzbach ist ein knapp vier Kilometer langer, westsüdwestlicher und linker Zufluss des Speyerbachs im rheinland-pfälzischen Landkreis Bad Dürkheim, der auf seiner gesamten Länge im Gebiet der Gemeinde Elmstein fließt.

## Geographie

### Verlauf
Der Schwarzbach entspringt im Naturraum Frankenweide in einem Hainsimsen-Buchenwald auf einer Höhe von 430 m ü. NHN knapp 100 Meter östlich des zur Ortsgemeinde Trippstadt gehörenden Weilers Johanniskreuz und gut 350  Meter südsüdwestlich des zur Ortsgemeinde Elmstein gehörenden Weilers Schwarzbach. In Johanniskreuz steht der Ritterstein Nr. 111 Johanniskreuz Grenz- und Geleitkreuz Altstrassen-Knotenpunkt und etwa 200 Meter nördlich von diesem der Ritterstein Nr. 105 Gratsohl.
Der Schwarzbach  fließt zunächst in fast nördlicher Richtung durch ein bewaldetes Kerbtal und erreicht nach etwa 350  Meter den Südwestrand der gleichnamigen Ortschaft. Gut einen halben Kilometer nördlich von dort steht das 487,9 m ü. NHN hohe Schwarzeneck.
Der Bach läuft nun südlich der K 41 in Richtung Ostnordosten zwischen dem 497 m ü. NHN hohen Kleinen Schneidtaler Eck im Norden und dem 498,2 m ü. NHN hohen Speyerbrunner Eck im Süden teilweise unterirdisch verdolt zunächst durch die Flur Am Heidenberg und danach durch die Flur Am Hübel am Ortsrand des Weilers entlang und dreht dabei mehr und mehr in Richtung Nordosten. Er passiert dann eine auf seiner linken Seite liegende Kläranlage und trifft knapp 400 Meter nachdem er den Weiler verlassen hat auf die L 499, dort auch Johanniskreuzer Straße genannt, die ihn auf seinem weiteren Weg bis zur Mündung nicht mehr verlassen wird. 
Er zieht nun am auf seiner linken Seite liegenden Kleinen Scheidtal vorbei und wendet sich dann südlich des 481 m ü. NHN hohen Großen Schneidtaler Ecks nach Osten. Etwas später fließt ihm auf seiner linken Seite der von Norden kommende und knapp einen Kilometer lange Bach aus dem Großen Scheidtal zu. Der Schwarzbach  fließt dann zunächst durch die Flur Am Scheidtale und dann durch die Flur In der Wiesengewanne.  Bei der Flur Kirchstücker liegt auf der rechten Seite des Bachs ein kleiner Friedhof. Etwas später bei der Flur Speyerbrunner Äcker erreicht er den Westrand des Elmsteiner Ortsteils Speyerbrunn und verschwindet sogleich verrohrt in den Untergrund, wo er dann unterhalb der Ortsstraße entlangläuft.
Der Schwarzbach biegt nach Südosten ab und mündet schließlich im Naturraum Mittlerer Pfälzerwald auf einer Höhe von 291 m ü. NHN östlich des Speyerbrunner Woogs  von links und verdolt in den gerade mal 50 Meter langen und dort ebenfalls verrohrten Speyerbach, der gleich darauf an der Oberfläche erscheint und 15 Meter bachabwärts mit dem  Erlenbach zusammenfließt. Nach anderer Ansicht erfolgt dort die Vereinigung  des Schwarzbachs und des Erlenbachs zum Speyerbach.
Der 3,8 km lange Lauf des Schwarzbachs endet ungefähr 139 Höhenmeter unterhalb seiner Quelle, er hat somit ein mittleres Sohlgefälle von etwa 37 ‰.

### Einzugsgebiet
Das 6,22 km² große Einzugsgebiet des Schwarzbachs liegt im Pfälzerwald und wird durch ihn über den Speyerbach und den Rhein zur Nordsee entwässert.
Es grenzt
- im Nordosten an das Einzugsgebiet des Enkenbachs, der in den Speyerbach mündet;
- im Südosten an das des Speyerbachoberlaufs Erlenbach;
- im Südwesten an das eines anderen Schwarzbachs, der über die die Blies, die Saar und die Mosel in den Rhein entwässert;
- im Westen an das der Moosalbe, die in denselben Schwarzbach mündet;
- im Nordwesten an das des Kottelbach, der in die Moosalbe mündet und
- im Norden an das des Eulenmühlenbachs, der über den Rambach in die Moosalbe entwässert.

Das Einzugsgebiet ist fast vollständig bewaldet, davon überwiegend mit Buchenwälder. Siedlungen sind im Quellgebiet der Ostteil von Johanniskreuz, im oberen Tal wenig danach der Weiler Schwarzbach und im Mündungsbereich der westliche Siedlungsbereich von Speyerbrunn.

### Zuflüsse
- Bach aus dem Großen Scheidtal (links), 0,9 km, 0,88 km²